# Trinidad Salcedo
Doña Trinidad Salcedo fue una dama chilena que vivió en siglo XIX, raptada y hecha cautiva por la banda de los Hermanos Pincheira.

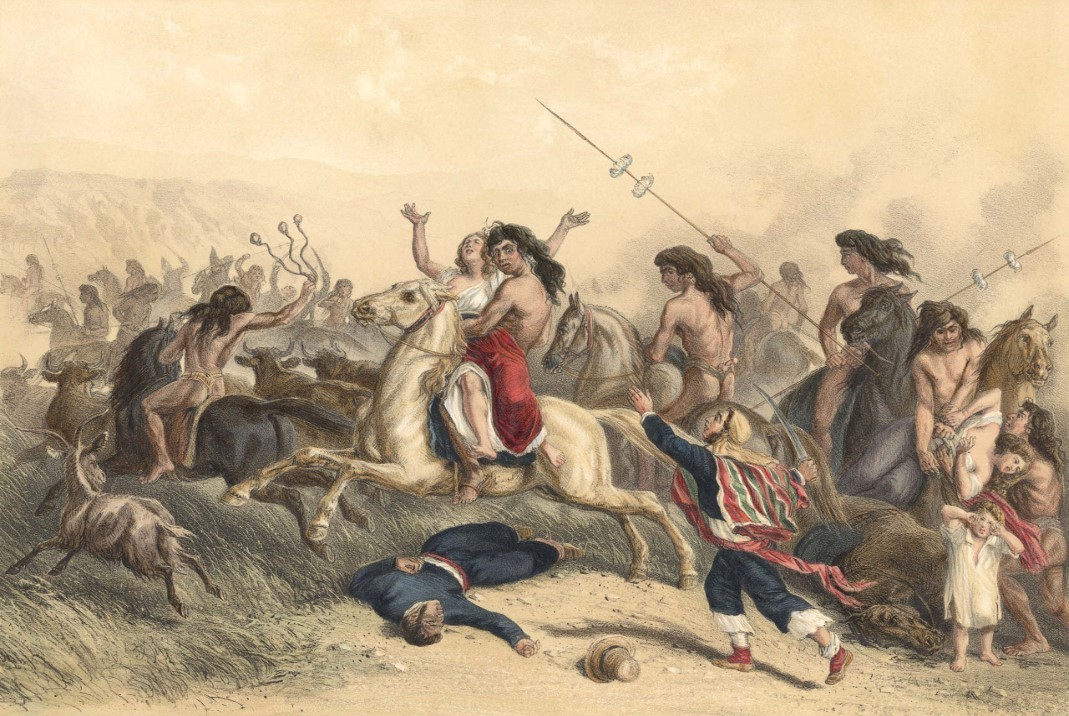
El malón (1845) por Mauricio Rugendas.

## Historia
Los Pincheira asaltaban, saqueaban y raptaban mujeres a cambio de recompensa, como fue el caso de Trinidad Salcedo, por cuya libertad exigieron «una carga de vino, dos cargas de harina y 200 pesos en Plata» (según consta en el archivo del Ministerio de Guerra). Trinidad, de 16 años, era hermana de Francisco Salcedo, dueño de la hacienda «El Astillero», ubicada en la precordillera de Pelarco. La muchacha fue secuestrada con otras mujeres tras el ataque de los Pincheiras y pehuenches a la hacienda en que murieron muchos inquilinos y el ganado fue robado, pero consiguió escapar de sus captores. Encontrada por un arriero terminó por recluirse en el Convento de las Trinitarias de Concepción, corría febrero del año de 1826.
Posteriormente el coronel José María Benavente (1785-1833) organizó una expedición de caballería que consiguió rescatar a numerosas cautivas. Más tarde, en 1850, el periodista y político Benjamín Vicuña Mackenna (1831-1886) entrevistó a Trinidad en su claustro declarando “Y entonces llena todavía de pudor, de belleza y de fe fue dueña de refugiarse en el santo claustro que lleva todavía su nombre __las Trinitarias de Concepción__ y allí conocímosla nosotros treinta años más tarde, esbelta, arrogante y majestuosa todavía (…), pero rehusando alzarse el tupido velo negro del rostro hermoso delante de estanjeros” (B. Vicuña Mackenna, 1884) Cinco años antes Juan Mauricio Rugendas (1802-1858) había pintado un cuadro llamado El rapto de Doña Trinidad Salcedo, inspirado en el famoso episodio. Algunos cuentos locales dicen que se casó con el menor de los Pincheira, y que en 1832 negoció con Isidro de la Peña, gobernador de Curicó, la rendición de la banda, cruzando la cordillera con algunos acompañantes por un boquete que se llamaría Paso de las Damas. Trinidad, tras ser rescatada, entró al Convento de las Trinitarias en Concepción.

## Representación en el arte

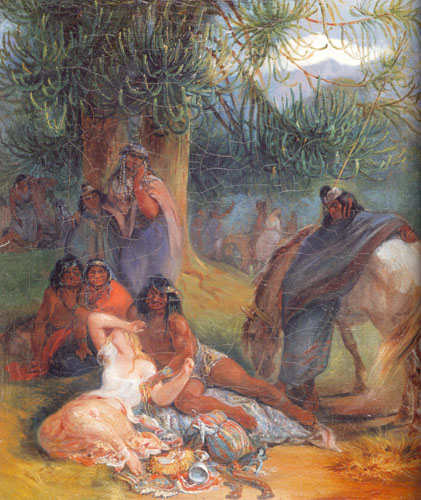
El rapto de Trinidad Salcedo, obra inspirada en el rapto de Trinidad Salcedo durante el asalto de 1826 a la hacienda «El Astillero», ubicada en la precordillera de Pelarco; siendo esta una escena típica de la Guerra a muerte.

El rapto de mujeres españolas y luego criollas fue una práctica habitual en los llamados malones que las poblaciones indígenas acometieron contra la sociedad española y luego chilena desde muy temprano. Las noticias vagas de la incierta vida de estas mujeres entre las sociedades indígenas, dieron origen a leyendas cargadas de exotismo, que cautivaron la fascinación de escritores y pintores. Así fue el caso de Raymond Monvoisin, autor de una de las famosa pintura que muestra el cautiverio de Elisa Bravo. Por su parte la historia de Trinidad Salcedo fue recogida por el escritor inglés Thomas Sutcliffe, en su obra "Sixteen years in Chili and Peru: from 1822 to 1839", fue a través de esta obra que la historia fue conocida por Juan Mauricio Rungendas quien dedicó varias pinturas y dibujos a esta historia.